# Долна Златица
Долна Златица е село в Североизточна България. То се намира в община Антоново, област Търговище.

## География
Село Долна Златица е разположено в северозападната част на община Антоново, област Търговище, в хълмист район с надморска височина от 300 до 499 м. Землището на селото граничи със селата Горна Златица, Пиринец, Иванча, Бракница и Любенци (виж карта 1). Източно от Долна Златица на 1.5 км разстояние минава общинския асфалтов път Антоново – Попово, а на 7 км в южна посока: национален път 4 (Е772), свързващ София и Варна.

## Културни и природни забележителности
Църква ‘’ Свети апостоли Петър и Павел ‘’
Решението за строежа на църквата е взето на общоселско събрание на 10 март 1923 г. (Протокол No1 / 10 март 1923). На 11 март 1923 г. църковното настоятелство упълномощава лицето Никола Николов от Долно Мастънларе (днес Долна Златица) и го изпраща за Русе и Шумен за изваждане на необходимите разрешителни документи. Подписва се договор с майстор Бончо Христов и сина му Дончо Бончев от с. Елезлер (днес село Илийно, общ. Омуртаг) за строеж на селската църква за сумата от 76 000 лева и храна в натура за работниците (виж Договор). За събиране на сумата се включват селската община Долно Мастънларе (Долна Златица), жителите на селото (виж Списък), както и жителите на околните населени места Ходжа Махле (Пиринец) и Горно Мастънларе (Горна Златица).
Първоначално определените размери на сградата са били дължина 12 м, ширина 8 м и височина 5 м, но в процеса на градеж майстора Бончо Христов „отпуска на дължината още 2 метра на диреци“ (виж Разписка от 2 май 1923). На 1 април 1923 г. във Връбница се извършва първоначално освещаване на новостроящата се църква (пртокол No12 от 31 март 1923). Храмът е завършен през 1925 г. Иконите за него са рисувани през 1926, а е официално осветен от Доростолския и Червенски митрополит Михайл през 1928 г. Обслужван е от свещениците: Никифор Петров, Йордан Поппетров Славов, Атанас Станчев Бакалов, Димитър Иванов Гатев, Росен Божидаров Ангелов.
През 1930 г. са направени иконостасът и владишкия трон от Иван Х. Кръстев от село Генчовци, Тревненско.
Камбаната е изработена през 1928 г. от майстор Янко х.Василев в индустриално заведение „Златна везна’’ – ул. Абаджийска 24, гр. Пловдив.
От построяването през 1925 г. до 1959 г. църквата е в състава на Русенската епархия, от 1959 г. до 2010 – 11 г. във Варненска и Великопрескавска епархия (Държавен Архив-Търговище, Фонд 553, оп.1, ае 2, лист 481), и от 2010(11) отново е прехвърлена към Русенската епархия, Поповска духовна околия (отговорник – архиерейски наместник Валентин Георгиев Лазаров, служещ в храм ‘’Успение Богородично“ гр. Попово, ул. Каломенска №1, тел. 0608 / 4-42-00 

## Население
Статистически данни за населението на с. Долна Златица
общ. Антоново, обл. Търговище (код по ЕКАТТЕ – 22099)
(по данни от Националния Статистически Институт)
Преброяване на населението от 01.01.1881 г. – 578 жители
Текуща демографска статистика към 31.12.1891 г. – 502 жители *
Преброяване на населението към 31.12.1893 г. – 369 жители
Текуща демографска статистика към 31.12.1900 г. – 379 жители **
Преброяване на населението към 31.12.1905 г. – 408 жители ***
Преброяване на населението към 31.12.1910 г. – 459 жители ****
Преброяване на населението към 31.12.1920 г. – 566 жители *****
Преброяване на населението към 31.12.1926 г. – 637 жители ******
Преброяване на населението към 31.12.1934 г. – 675 жители *******
Преброяване на населението към 31.12.1946 г. – 651 жители
Преброяване на населението към 01.12.1956 г. – 481 жители
Преброяване на населението към 01.12.1965 г. – 207 жители
Преброяване на населението към 02.12.1975 г. – 113 жители
Преброяване на населението към 04.12.1985 г. – 109 жители
Преброяване на населението към 31.12.1992 г. – 79 жители
Текуща демографска статисктика към 31.12.1993 г. – 75 жители
Текуща демографска статисктика към 31.12.1994 г. - 69 жители
Текуща демографска статисктика към 31.12.1995 г. - 60 жители
Текуща демографска статисктика към 31.12.1996 г. – 69 жители
Текуща демографска статисктика към 31.12.1997 г. - 67 жители
Текуща демографска статисктика към 31.12.1998 г. - 63 жители
Текуща демографска статисктика към 31.12.1999 г. – 59 жители
Текуща демографска статисктика към 31.12.2000 г. – 58 жители
Преброяване на населението към 01.03.2001 г. – 33 жители
Текуща демографска статисктика към 31.12.2002 г. – 37 жители
Текуща демографска статисктика към 31.12.2003 г. – 33 жители
Текуща демографска статисктика към 31.12.2004 г. – 32 жители
Текуща демографска статисктика към 31.12.2005 г. – 31 жители
Текуща демографска статисктика към 31.12.2006 г. – 28 жители
Текуща демографска статисктика към 31.12.2007 г. – 24 жители
Текуща демографска статисктика към 31.12.2008 г. – 19 жители
Текуща демографска статисктика към 31.12.2009 г. – 18 жители
Текуща демографска статисктика към 31.12.2010 г. - 17 жители
Преброяване на населението към 01.02.2011 г. – 13 жители
Текуща демографска статисктика към 31.12.2012 г. – 12 жители
Текуща демографска статисктика към 31.12.2013 г. – 11 жители
Текуща демографска статисктика към 31.12.2014 г. – 10 жители
Текуща демографска статисктика към 31.12.2015 г. – 10 жители
Текуща демографска статисктика към 31.12.2016 г. - 11 жители
Забележки:
1. В обозначените с *..* данни са включени и жителите на махала „Средна Махала“
2. Средна Махала е заличена и присъединена официално като квартал на с. Долна Златица с Мининстерска Заповед – МЗ № 2916 / обн. 16 януари 1943 г.
3. Всички данни са публикувани на сайта на НСИ или могат да се намерят във ведомствената библиотека
www.nsi.bg